# 王梓軒
王梓軒（英語：Jonathan Wong Chee Hynn，1986年6月3日—），香港唱作男歌手，曾為無綫電視基本藝人合約藝員兼OMF Music旗下歌手。

## 背景

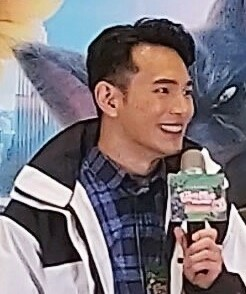
2019年8月1日，王梓軒於荃灣D·PARK愉景新城出席由香港愛護動物協會主辦的《貓咪媽咪Home》電影慈善首映禮

王梓軒是香港藝術發展局主席王英偉之子。他於美國出生，6歲開始學習心算、鋼琴和小提琴，在16歲之前就讀香港漢基國際學校，高中就讀於美國波士頓米爾頓中學（Milton Academy）。由於表現出色，成為該校二百多年歷史中首位獲舞蹈藝術殊榮的華人學生。他在2008年畢業於美國康乃爾大學，擁有心理學及現代舞雙學位。就讀大學期間曾擔任校內一個「Last Call無伴奏合唱團」音樂總監兼編曲及編舞者，帶領樂團在美國加州、紐約、波士頓、費城等地演出。畢業時獲該校頒發藝術家年獎。王梓軒後來在2009年回流香港全力發展歌唱事業。同年10月27日，推出其首張個人粵語、英語、國語專輯《超越聲音》，親自負責製作，主理作曲、編曲、監製及填詞工作。直至2010年6月，他加盟日本愛貝克思，為推出日文碟作準備。當時班底包括為日本歌手倖田來未安排工作的經理人以及東方神起的唱片監製。同時也為《全球華人新秀歌唱比賽》負責編曲及指揮合唱。
王梓軒在2011年6月推出其首支日文單曲《君は薔薇より美しい》（你比蔷薇花美麗），並開始作多方面發展。包括於無綫電視J2節目「兄弟幫」擔任其中一位主持，以及參與舞台劇「戀愛輕飄飄」的演出。翌年年6月推出了首張國語專輯《RISING》。其後更在香港會議展覽中心一連兩日舉行了入行以來首個個人演唱會《王梓軒RISING演唱會2012》。同年7月，他被邀請擔任香港基督教女青年會青年大使，並在香港女青中樂團五十周年紀念籌款音樂會《詩弦四季·點亮生命》當中擔任表演嘉賓。不久，又被邀請擔任廣東電視台珠江頻道舉辦的《麥王爭霸》的音樂教頭。另外，王梓軒和藝人陳嘉寶為周生生&Forevermark拍攝了以Forever Kiss玫瑰金系列為主題的愛情微電影。在2012年年末，王梓軒加盟英皇電影且參與拍攝其首部電影作品《葉問：終極一戰》。在2013年4月，他推出首支跳舞單曲《跳火坑》。該歌曲曾獲提名角逐2013年CASH金帆音樂獎「最佳旋律」獎。而在影視方面，王梓軒繼續參與兩方面的演出，包括拍攝李碧華鬼魅系列之《迷離夜》、擔任無綫電視飲食節目「夜宵磨」的主持以及顆拍糖妹於香港電台電視部節目「反斗普通話」中擔任主持等。
2014年，王梓軒推出的第五張個人專輯《A Fighter's Confession 戰士。告白》。專輯內有3首歌曲成為冠軍歌曲。而專輯更登上了「HMV Top 40」以及「亞洲銷量榜」冠軍。期間《千色》同名音樂電影《千色 Fighting For》亦獲提名參加越南「河內國際電影節」，並在當地舉行亞洲首映。該電影是唯一被選中跟其他30套來自不同國家的短片爭奪「亞洲最佳短片」殊榮的香港音樂電影。此外，《千色 Fighting For》也獲得日本亞洲短片電影節（Short Shorts Film Festival）東京站「特別呈獻」的殊榮，於2015年6月在東京放映。在2015年，他在劇集《華麗轉身》中飾演「唐榮」一角，獲提名萬千星輝頒獎典禮2015「最佳男配角」提名。
2016年2月，王梓軒憑歌曲〈只因你太美〉成為首位入圍央視綜藝三台第三季《中國好歌曲》的香港參賽者，更獲得導師四推。其後選擇加入陶喆的「無二戰隊」。他及後憑同一歌曲奪得《全球華語榜中榜暨亞洲影響力大典》「傳媒推薦好歌曲」大獎。他在同年9月與美國電子舞曲團體Trouze合作，推出國語作品《我是誰》，歌曲於新加坡「Compass頒獎禮」上首度現場發表，並獲外界好評。2018年，王梓軒在《全球華語榜中榜暨亞洲影響力大典》獲得「最具突破力歌手」；5月與知名小提琴家姚珏率領香港弦樂團、知名音樂人趙增熹與1021位學生以小提琴、中提琴和大提琴及低音大提琴等弦樂器一起演奏《獅子山下》長達5分鐘，刷新「最大規模的弦樂器合奏」的金氏世界紀錄。
適逢2019年入行十週年，王梓軒先推出新歌《安全著陸》，年尾時再推出了十週年演唱會主題曲《多得你》以作紀念，並於12月21及22日假灣仔會議展覽中心舉行兩場大型個人演唱會《王梓軒 CROSSING 源•樂演唱會》。除了演唱會外，同年4月，王梓軒獲劉松仁邀請出演《利瑪竇》音樂劇的「利瑪竇」，因口碑良好，2020年1月更加開8場。而電視劇方面，王梓軒在編劇陳寶華監製的《多功能老婆》中，飾演重要角色「梅君明」，演技得到肯定。他在2021年獲曾志偉邀請創作一個音樂競技節目《演鬥聽》，擔任節目音樂總監、策劃及主持。《演鬥聽》是一個混合即興創作和音樂競技的原創綜藝節目，並入圍《萬千星輝頒獎典禮2021》「最佳綜藝節目」最後五強。
2022年9月與TVB結束合約。

## 音樂作品

### 專輯
| 專輯 # | 專輯名稱               | 專輯類型      | 發行日期       | 曲目 |
| ------ | ---------------------- | ------------- | -------------- | --- |
| 1st    | 超越聲音               | 專輯          | 2009年10月27日 | 曲目 CD 1. 羅茲威爾（怎麼著/Fino a ti amo廣東版） 2. 摸黑 3. Tell me 4. 南北極 5. 1+1（幾米的距離/Separate ways廣東版） 6. Seawave 7. 情詩三百首 8. Lullaby 9. Roswell 10. 怎麼著（羅茲威爾國語版） 11. Separate ways（1+1英文版） 12. 幾米的距離（1+1國語版） 13. Fino a ti amo（羅茲威爾英文版） DVD 1. 羅茲威爾（MV） 2. 1+1（MV） 3. 摸黑（製作特輯） 4. 羅茲威爾（製作特輯） 5. 1+1（製作特輯）                                                                                      |
| 1st    | 超越聲音（第二版）     | 專輯          | 2009年12月4日  | 曲目 CD 1. 羅茲威爾（怎麼著/Fino a ti amo廣東版） 2. 摸黑 3. Tell me 4. 南北極 5. 1+1（幾米的距離/Separate ways廣東版） 6. Seawave 7. 情詩三百首 8. Lullaby 9. Roswell 10. 怎麼著（羅茲威爾國語版） 11. Separate ways（1+1英文版） 12. 幾米的距離（1+1國語版） 13. Fino a ti amo（羅茲威爾英文版） DVD 1. 羅茲威爾（MV） 2. 1+1（MV） 3. 摸黑（MV） 4. 羅茲威爾（製作特輯） 5. 1+1（製作特輯） 6. 摸黑（製作特輯）                                                                        |
| 2nd    | 超越東西               | 迷你專輯      | 2010年3月31日  | 曲目 CD 1. 你們好（世界大同版）（Featuring：MC Jin） 2. 東西 3. 心足 4. 一千種方法 5. Get By 6. 盛宴（心足-國語版） 7. 你們好（國語版）（Featuring：MC Jin） 8. Spectrepilogue DVD 1. 你們好（MV） 2. 心足（MV） 3. 你們好（Making Of） 4. 心足（Making Of） |
| 3rd    | 超越格式               | 迷你專輯      | 2011年4月8日   | 曲目 CD 1. 新巴赫狂想曲 2. 你是哪種人 3. 全城都是黃飛鴻 4. 人啊人 5. 玩具也流淚 6. 再生 (粵) 7. 再生 (國) DVD 1. 你是哪種人 MV 2. 玩具也流淚 MV 3. 再生 MV 4. 龍的傳人（王梓軒×中西新歷聲音樂會） 5. 摸黑（王梓軒×中西新歷聲音樂會） 6. 落葉歸根（王梓軒×中西新歷聲音樂會） 7. 玩具也流淚（王梓軒×中西新歷聲音樂會） 8. 望春風（王梓軒×中西新歷聲音樂會） 9. 王梓軒×香港中樂團 中西新歷聲音樂會製作花絮                                                                                   |
| 4th    | Rising                 | 迷你專輯      | 2012年6月9日   | 曲目 CD 1. Your Song(Rising 2012演唱會主題曲) 2. La La La 3. 兩人三腳 4. 我以為 5. 世界拆散我們 6. 說時遲 7. 幾米的距離 remastered DVD 1. Your Song（Rising 2012演唱會主題曲）（MV） 2. 兩人三腳（MV） 3. 說時遲（MV） 4. 說時遲MV幕後花絮 |
| 5th    | A Fighter's Confession | 專輯          | 2014年9月30日  | 曲目 CD 1. 跳火坑 2. 萬夫莫敵 3. 你最好 4. Run 5. 千色 6. Double Down（《跳火坑》無伴奏英文版） 7. All Of You（《你最好》英文 Demo） 8. Fighting For（Feat. 盧靖姍 Celina Jade） （《千色》英文合唱版） 9. 迷彩（Feat. 盧靖姍 Celina Jade）（國語） 10. Seawave 11. 新巴赫狂想曲 Rap-sody in B 12. Fighting For （Violin Version） 13. Fighting For Dream Theme 14. Fighting For Drone Theme DVD 1. 《千色 Fighting For》音樂電影 2. 《千色》音樂錄影帶（粵） 3. 《迷彩》音樂錄影帶（國） |
| 6th    | Crossing               | 新歌+精選專輯 | 2020年9月3日   | 曲目 CD 1. 多得你 (新歌) 2. 寄居太虛 (新歌) 3. 邊緣引力 (新歌) 4. 安全著陸 (新歌) 5. 碰不上會更美（國語）(新歌) 6. 跳火坑 7. 我是誰 feat. Trouze (新歌) 8. 說時遲 feat. Aun 9. 平常心 10. 我以為 11. 千色 12. 你最好 13. RUN 14. 心足 15. 1+1 16. Your Song 17. 玩具也流淚 18. 世界拆散我們 19. 再生 20. 情詩三百首 |

### 數碼單曲
| 單曲 # | 單曲名稱                          | 發行日期       |
| ------ | --------------------------------- | -------------- |
| 1st    | 跳火坑                            | 2013年4月23日  |
| 2nd    | Double Down（Feat.Peter Hollens） | 2013年4月23日  |
| 3rd    | 萬夫莫敵                          | 2013年9月24日  |
| 4th    | 你最好                            | 2014年2月10日  |
| 5th    | All Of You (你最好 英文Demo)      | 2014年5月15日  |
| 6th    | Run                               | 2014年6月20日  |
| 7th    | 千色                              | 2014年8月7日   |
| 8th    | 次世代                            | 2015年4月23日  |
| 9th    | 點止冰冰 (Feat. 陳奐仁)           | 2015年7月10日  |
| 10th   | Grown Up Christmas List           | 2015年12月24日 |
| 11th   | 碰不上會更美                      | 2016年2月29日  |
| 12th   | 平常心                            | 2016年7月25日  |
| 13th   | 我是誰                            | 2016年9月26日  |
| 14th   | 寄居太虛                          | 2018年10月8日  |
| 15th   | 邊緣引力                          | 2018年10月29日 |
| 16th   | 夜曲17章                          | 2018年11月27日 |
| 17th   | 安全著陸                          | 2019年6月28日  |
| 18th   | 多得你                            | 2019年10月23日 |

### 日文專輯
| 單曲 # | 單曲名稱           | 發行日期      | 曲目 |
| ------ | ------------------ | ------------- | --- |
| 1st    | 君は薔薇より美しい | 2011年6月15日 | 曲目 CD 1. 君は薔薇より美しい（原唱：布施明） 2. 僕がいる 3. 君は薔薇より美しい (Instrumental) 4. 僕がいる (Instrumental) DVD 1. 《君は薔薇より美しい》Video Clip |

### 其它參與製作／演唱作品
| 發行日期 | 合作者                 | 歌曲                        |
| 2012年   | 星亮慈善基金           | 主題曲：Kisses from the Sky |
| 2012年   | 跑Online「魅影降臨」   | 主題曲：魅影世紀            |
| 2013年   | 立子分手系列微電影     | 插曲：一千年以後            |
| 2016年   | 流星飛過後許願前的一秒 | 主題曲：未了的歌            |

### 其他歌手合作
| 發行日期 | 歌手           | 歌曲                 | 性質           |
| 2010年   | 莫文蔚         | 太多太多             | 作曲           |
| 2014年   | 雨僑           | 願                   | 編曲           |
| 2014年   | 莫文蔚         | 境外                 | 作曲           |
| 2016年   | 鍾舒漫、王君馨 | 隱型                 | 作曲/監製      |
| 2017年   | 鄭秀文         | 等一等幸福           | 合唱/作曲/監製 |
| 2018年   | 薛家燕         | Captain Nancy        | 作曲/監製      |
| 2018年   | X玖少年團      | 玩家                 | 作曲           |
| 2018年   | 赖伟锋         | 我谢谢你啊0          | 作曲/编曲      |
| 2019年   | 衛詩           | 幸福相擁             | 作曲           |
| 2020年   | 沈震軒         | Keep Your Eyes On Me | 作曲/編曲/監製 |
|          | 衛蘭           | 梵高的影子           | 作曲           |
| 2024年   | 薛家燕、茜拉   | Year of The Yo       | 作曲/監製      |

### 派台歌曲成績
| 派台歌曲成績           | 派台歌曲成績 | 派台歌曲成績 | 派台歌曲成績 | 派台歌曲成績 | 派台歌曲成績 | 派台歌曲成績                           |
| ---------------------- | ------------ | ------------ | ------------ | ------------ | ------------ | -------------------------------------- |
| 大碟                   | 歌曲         | 903          | RTHK         | 997          | TVB          | 備註                                   |
| 2009年                 |              |              |              |              |              |                                        |
| 超越聲音               | 羅茲威爾     | 17           | 13           | 4            | 10           | 另派Remix版本                          |
| 超越聲音               | 1+1          | -            | 10           | 7            | 7            |                                        |
| 超越聲音               | 南北極       | 2            | -            | -            | -            |                                        |
| 超越聲音               | 摸黑         | -            | 10           | 5            | -            |                                        |
| 2010年                 |              |              |              |              |              |                                        |
| 超越東西               | 心足         | 1            | 3            | 1            | 1            | 三台冠軍歌                             |
| 超越東西               | 你們好       | 11           | 1            | 4            | -            |                                        |
| 超越東西               | 東西         | -            | -            | 9            | 3            |                                        |
| 超越東西               | Get By       | -            | -            | -            | -            |                                        |
| 超越格式               | 再生         | 14           | 10           | 4            | 2            | 另派Rebirth at Christmas版本           |
| 2011年                 |              |              |              |              |              |                                        |
| 超越格式               | 你是哪種人   | 7            | 8            | 2            | -            |                                        |
| 超越格式               | 玩具也流淚   | 16           | 7            | 1            | 1            |                                        |
| Rising                 | 說時遲       | -            | 3            | 5            | 5            |                                        |
| 2012年                 |              |              |              |              |              |                                        |
| Rising                 | 兩人三腳     | 11           | 6            | 2            | 5            |                                        |
| Rising                 | Your Song    | 2            | 8            | 4            | 4            | 王梓軒 Rising 2012 演唱會主題曲        |
| Rising                 | 世界拆散我們 | 11           | -            | 4            | -            |                                        |
| Rising                 | La La La     | 15           | -            | 4            | -            |                                        |
| 2013年                 |              |              |              |              |              |                                        |
| A Fighter's Confession | 跳火坑       | 4            | 3            | 2            | 1            |                                        |
|                        | 一千年以後   | -            | -            | -            | -            | 立子分手系列微電影插曲 翻唱林俊傑歌曲  |
| A Fighter's Confession | 萬夫莫敵     | -            | 3            | 2            | 2            |                                        |
| 2014年                 |              |              |              |              |              |                                        |
| A Fighter's Confession | 你最好       | 1            | 4            | 3            | 3            |                                        |
| A Fighter's Confession | Run          | -            | 12           | 3            | 5            | 「屈臣氏蒸餾水」廣告歌曲               |
| A Fighter's Confession | 千色         | 14           | 3            | 1            | 1            |                                        |
| A Fighter's Confession | 迷彩         | -            | -            | -            | -            | Featuring Celina Jade 《千色》國語版   |
| 2015年                 |              |              |              |              |              |                                        |
|                        | 次世代       | -            | -            | 2            | -            |                                        |
|                        | 點止冰冰     | -            | 12           | 4            | 8            | Featuring 陳奐仁                       |
| 2016年                 |              |              |              |              |              |                                        |
| Crossing               | 碰不上會更美 | 14           | 7            | 6            | -            |                                        |
| Crossing               | 平常心       | 18           | -            | 5            | -            |                                        |
|                        | 未了的歌     | -            | 14           | -            | -            | 微電影《流星飛過後許願前的一秒》主題曲 |
| 2018年                 |              |              |              |              |              |                                        |
| Crossing               | 寄居太虛     | -            | -            | 15           | -            |                                        |
| Crossing               | 邊緣引力     | 8            | -            | -            | -            |                                        |
| 2019年                 |              |              |              |              |              |                                        |
| Crossing               | 安全著陸     | 6            | 3            | 5            | -            |                                        |
| Crossing               | 多得你       | 9            | 3            | 3            | -            |                                        |

| 各台冠軍歌總數 | 各台冠軍歌總數 | 各台冠軍歌總數 | 各台冠軍歌總數 | 各台冠軍歌總數    |
| -------------- | -------------- | -------------- | -------------- | ----------------- |
| 903            | RTHK           | 997            | TVB            | 備註              |
| 2              | 1              | 3              | 4              | 四台冠軍歌總數：0 |

- 歌曲仍在榜上（*）

## 演出作品

### 電影／微電影
| 發行年 | 電影名稱                                         | 飾演角色 | 性質       |
| 2012年 | 周生生Forevermark Forever Kiss愛情微電影         | 王梓軒   | 主角       |
| 2013年 | 《葉問：終極一戰》                               | 倪湯     | 客串       |
| 2013年 | 李碧華鬼魅系列《迷離夜》                         | 警察     | 客串       |
| 2015年 | 內地「金雞百花電影節」獻禮電影《我們遇見松花湖》 | 汪博洋   | 第二男主角 |
| 2015年 | 葉念琛愛情電影十週年 －《紀念日》                | 王志忠   | 客串       |
| 2016年 | 杜琪峰執導電影《三人行》                         | 洪生     | 配角       |
| 2016年 | 周顯揚執導電影《大偵探霍桑》                     | 副廳長   | 客串       |
| 2016年 | BIGBANG成員勝利主演《宇宙有愛浪漫同遊》          |          | 配角       |
| 2016年 | 微電影《流星飛過後許願前的一秒》                 |          | 配角       |
| 2018年 | 根據溫拿樂隊真實故事改編陳友執導電影《兄弟班》   | 阿力     | 主角       |
| 2021年 | 網絡電影《重案行動之搗毒任務》                   | 配角     |            |
| 2021年 | 周顯揚執導電影《真·三國無雙》                    | 曹仁     | 配角       |

### 電視劇
| 首播   | 劇名                 | 角色                |
| 2014年 | 新抱喜相逢           | 連祉聰              |
| 2014年 | 再戰明天             | 王小軒              |
| 2014年 | 飛虎II               | 文志                |
| 2014年 | 性本善               | 陳二少              |
| 2015年 | 華麗轉身             | 唐榮                |
| 2016年 | 城寨英雄             | 段折韁(青年)        |
| 2018年 | 是咁的，法官閣下     | 董丹橋 (Daniel)     |
| 2019年 | 多功能老婆           | 梅君明(Jonathan)    |
| 2020年 | 機場特警             | 齊天樂 (齋sir/阿齋) |
| 2020年 | 古董局中局之鑑墨尋瓷 | 陳達志手下          |

### 主持節目
| 年份        | 節目名稱 |
| 2011-2020年 | 清談節目《兄弟幫》1800集 |
| 2013年      | 飲食節目《夜宵磨 第二輯》13集 |
| 2014年      | 旅遊節目《這個聖誕不太冷-紐約》3集 |
| 2015年      | 香港電台電視部製作《行行女狀元》10集 |
| 2015年      | 旅遊節目《這個聖誕不怕冷 - 荷蘭》3集 |
| 2016年      | Big Boys蕩漾夏水禮 |
| 2017年      | Channel V 《V My Guest》 Super Guest包括：王祖藍、莫文蔚、曾志偉、MC JIN歐陽靖、林峯、鄭秀文、周深、孫耀威、方大同、薛凱琪、陳奐仁、梁烈唯、楊千嬅、陳慧琳 |
| 2018年      | 新春辦年貨 |
| 2021年      | 演鬥聽 |

### 節目嘉賓
| 年份 | 播出日期               | 節目                                                                                           | 集數       |  |
| 2009 | 8月22日                | 2009年度香港小姐競選 表演嘉賓                                                                  |            |  |
| 2009 | 11月7日                | 《翡翠歌星贺台庆2009》                                                                         |            |  |
| 2011 | 1月16日                | 全球華人新秀歌唱大賽總決賽表演嘉宾                                                             |            |  |
| 2011 | 12月25日               | 廣東電視台台庆暨新年晚會                                                                       |            |  |
| 2012 | 1月15日                | 國際中華小姐競選                                                                               |            |  |
| 2012 | 1月22日                | TVB賀年節目《龍騰賀歲萬家歡》表演嘉賓                                                          |            |  |
| 2012 | 1月23日                | 保良局《金龍獻瑞耀保良》                                                                       |            |  |
| 2012 | 7月7日                 | 翡翠歌星紅白鬥                                                                                 |            |  |
| 2012 | 9月2日                 | 慧妍愛心傾城 30年                                                                              |            |  |
| 2012 | 10月13日至2013年1月5日 | 廣東電視台《 2012麥王爭霸 》:參賽者導師及表演嘉賓                                              |            |  |
| 2013 | 2月9日                 | 廣東電視台《金蛇賀歲萬家歡》                                                                   |            |  |
| 2014 | 10月17日               | 《今日VIP》                                                                                    | 第204集    |  |
| 2014 | 9月21日                | 《Sunday扮嘢王》                                                                               | 第7集      |  |
| 2015 | 1月25日                | 《明星愛廚房》                                                                                 | 第5集      |  |
| 2015 | 6月27日                | 《明愛暖萬心》                                                                                 |            |  |
| 2015 | 10月10日               | 《夜宵磨》第二輯                                                                               |            |  |
| 2016 | 2月5日                 | 《暖DD·食平D》                                                                                 | 第30集     |  |
| 2016 | 2月26日                | 央視CCTV-3《中國好歌曲第三季》吉他彈唱《碰不上會更美》獲導師四推，后加入陶喆戰隊               | 第5集      |  |
| 2016 | 3月14日                | 央視CCTV-3《中國好歌曲第三季》演繹為莫文蔚創作的歌曲《境外》殺入六強                           | 六強戰     |  |
| 2016 | 3月18日                | 央視CCTV-3《中國好歌曲第三季》以電影「無間道」命題創作歌曲《我是誰》，成為香港成績最好的選手。 | 第8集      |  |
| 2016 | 5月28日                | CCTV-15 音樂頻道《全球中文音樂榜上榜》                                                         |            |  |
| 2016 | 7月18日                | 旅遊衛視《咖啡好了》                                                                           |            |  |
| 2016 | 8月28日                | 《我愛香港》                                                                                   | 第3集      |  |
| 2016 | 11月19日               | CCTV-15 音樂頻道《全球中文音樂榜上榜》                                                         |            |  |
| 2016 | 12月24日               | 《區區添食平安夜》                                                                             |            |  |
| 2016 | 12月24日至17年1月21日  | 廣東電視台《麥王爭霸2016》明星歌手                                                             | 第10至13集 |  |
| 2017 | 1月26日                | 《新春開運王》第二輯                                                                           | 第4集      |  |
| 2017 | 2月4日                 | 央視CCTV-1新春特備節目《美麗中國唱起來》-深圳皇崗 表演嘉賓                                     |            |  |
| 2017 | 5月31日                | 汪明荃2017金曲夜 表演嘉賓                                                                      |            |  |
| 2017 | 8月20日                | 《流行經典50年》 表演嘉賓                                                                      |            |  |
| 2018 | 10月                   | 《TVB 50+1周年再出發》 嘉賓                                                                    |            |  |
| 2018 | 10月                   | 《美女廚房》 嘉賓                                                                              |            |  |
| 2018 | 12月4日至5日           | 《薛家燕愛你無限60年演唱會 》 表演嘉賓                                                         |            |  |
| 2019 | 1月                    | 慈善星輝仁濟夜                                                                                 |            |  |
| 2019 | 1月                    | 《娛樂大家》嘉賓                                                                               |            |  |
| 2019 | 6月29日                | 《薛家燕愛你無限60年演唱會》 澳門站 表演嘉賓                                                   |            |  |
| 2021 | 4月10日                | 聲夢傳奇 其中一位專業評審                                                                      | 第12集     |  |
| 2021 | 12月11日               | 歡樂滿東華                                                                                     |            |  |

### 廣告代言
2011年
- Panasonic Lumix GX1 換鏡相機

2012年
- Panasonic RP-HXD系列耳機平面廣告
- 跑Online 遊戲代言

2014年
- 屈臣氏蒸餾水廣告歌曲
- 長江實業地產樓盤 － 嵐山 電視廣告代言及廣告歌曲
- 小蝶 廣告主題曲

2015年
- 通利琴行 平面廣告
- 宏利金融 網上廣告

2017年
- MAD Gaze 平面廣告

2019年
- 富通保險 網上廣告
- Panasonic 網上廣告

### 廣播劇
- 2012年: 叱咤903 - 《熱血樂章》聲演：軒
- 2013年: 新城知訊台 - 禁毒廣播劇《戒不太遲》聲演：輝Sir
- 2019年： 香港電台 - 展翅計劃音樂劇《安全著陸的許願流星》飾演男主角及戲劇指導

### 宣傳活動
2010年
- 世界心臟日 - 「健康活力大使」

2011年
- 香港青年協會 香港起舞 . 全港中學生舞蹈賽 ﹣「舞蹈大使」

2012年
- 香港基督教女青年會青年大使
- 職業安全健康大使
- 保安局禁毒處大使

2013年
- 保安局禁毒處大使
- 香港耀能協會 － 50週年金禧大使
- 香港展能藝術會共融藝術節 － 共融藝術節大使
- 12月12日至今，出任香港演藝人協會第11屆理事會理事

2014年
- 香港青少年發展聯會 －《青年音樂節之「青蔥自悠行」》活動大使
- 苗圃行動 -「新世界百貨苗圃挑戰12小時2014」助學之星
- 4月至今，出任香港電影工作者總會第7屆執委會執委

### 個人演唱會
| 年份   | 日期        | 演唱會名稱                  | 類型       | 場地             | 備註             |
| 2012年 | 8月10-11日  | 王梓軒 RISING 演唱會2012    | 個人演唱會 | 香港會議展覽中心 | 首個個人演唱會   |
| 2019年 | 12月20-21日 | 王梓軒 CROSSING 源•樂演唱會 | 個人演唱會 | 香港會議展覽中心 | 十週年紀念演唱會 |

## 獎項

### 出道前
- 2008: 美國康奈爾大學 - 本科生藝術家大獎[7][8][9]

### 2009年度
- 2009年度新城國語力頒獎禮 - 新城國語力新勢力歌手
- 2009年度TVB8金曲榜頒獎典禮 - TVB8金曲榜最佳新人獎 銀獎
- 2009勁歌金曲優秀選第三回 - 新人薦場飆星獎
- 新城勁爆頒獎禮2009 - 新城勁爆新人王（創作男歌手）
- 2009年度叱咤樂壇流行榜頒獎典禮 - 叱咤樂壇生力軍男歌手 銀獎
- 2009年度十大勁歌金曲頒獎典禮 - 最受歡迎新人獎 銀獎
- 第三十二屆十大中文金曲頒獎音樂會 - 最有前途新人獎 銅獎
- 2009年度雪碧中國原創音樂流行榜頒獎禮 - 新人獎（港台地區）

### 2010年度
- 華語金曲頒獎禮2010 - 最佳新人獎
- 2010年度新城國語力頒獎禮 - 新城國語力原創歌曲《幾米的距離》
- 第7屆「勁歌王」全球華人樂壇音樂盛典 - 創作歌手獎
- 2010年度新城國語力頒獎禮 - 新城國語力創作歌手
- 2010年度TVB8金曲榜頒獎典禮 - TVB8金曲榜最佳唱作歌手獎 銅獎
- 新城勁爆頒獎禮2010 - 新城勁爆創作歌手
- 2010年度十大勁歌金曲頒獎典禮 - 最受歡迎唱作歌星 銅獎

### 2011年度
- 2011年度新城國語力頒獎禮 - 新城國語力原創歌曲（盛宴）
- 2011年度新城國語力頒獎禮 - 新城國語力創作歌手
- 2011勁歌金曲優秀選第二回 - 得獎歌曲《玩具也流淚》
- 《音樂先鋒榜》2011年度頒獎典禮 - 年度樂壇進步獎
- 新城勁爆頒獎禮2011 - 新城勁爆演繹大獎
- 2011年度十大勁歌金曲頒獎典禮 - 2011年度傑出表現獎 金獎

### 2012年度
- 2012年度新城國語力頒獎禮 - 新城國語力原創歌曲《兩人三腳》
- 2012年度新城國語力頒獎禮 - 新城國語力優秀演繹獎
- 2012勁歌金曲優秀選第二回 - 最受歡迎華語歌曲獎《Your Song》
- 《音樂先鋒榜》2012年度頒獎典禮 - 年度樂壇進步獎
- 《音樂先鋒榜》2012年度頒獎典禮 - 最佳先鋒創作歌手獎

### 2013年度
- 2013年度新城國語力頒獎禮 - 新城國語力原創歌曲《La La La》
- 2013年度新城國語力頒獎禮 - 新城國語力人氣偶像
- 《音樂先鋒榜》2013年度頒獎典禮 - 先鋒演繹歌手獎
- 新城勁爆頒獎禮2013 - 新城勁爆原創歌曲《跳火坑》
- 新城勁爆頒獎禮2013 - 新城勁爆創作歌手

### 2014年度
- 第一屆粵語歌曲排行榜頒獎典禮 - 最受歡迎創作歌手
- 《音樂先鋒榜》2014年度頒獎典禮 - 年度先鋒演繹歌手
- 2014勁歌金曲優秀選第二回 - 得獎歌曲《千色》
- 新城勁爆頒獎禮2014 - 新城勁爆勁爆歌曲《千色》
- 新城勁爆頒獎禮2014 - 新城勁爆男歌手
- 2014年度勁歌金曲頒獎典禮 - 最佳跳舞歌曲獎 銀獎《千色》
- 2014年度TVB8金曲榜頒獎典禮 TVB8金曲榜金曲獎《迷彩》（ft. Celina Jade）

### 2015年度
- 第二屆粵語歌曲排行榜頒獎典禮 - 最受歡迎歌曲《點止冰冰》（ft. 陳奐仁）
- 第二屆粵語歌曲排行榜頒獎典禮 - 最受歡迎創作歌手
- 香港流行音樂MV頒獎典禮2015第一季季選 - 得獎MV《點止冰冰》（ft. 陳奐仁）
- 2015勁歌金曲優秀選第二回 - 得獎歌曲《點止冰冰》（ft. 陳奐仁）
- 新城勁爆頒獎禮2015 - 新城勁爆全國創作歌手

### 2016年度
- 全球華語榜中榜暨亞洲影響力大典 - 傳媒推薦好歌曲《碰不上會更美》
- 〈音樂先鋒榜〉2016年度頒獎典禮 - 最佳先鋒創作歌手獎
- 〈音樂先鋒榜〉2016年度頒獎典禮 - 最佳影視歌手獎
- 第三屆粵語歌曲排行榜頒獎典禮 - 最受歡迎創作歌手
- 第三屆粵語歌曲排行榜頒獎典禮 - 最佳MV獎《平常心》
- 第11屆「勁歌王」全球華人樂壇音樂盛典 - 粵語金曲獎《平常心》
- 第11屆「勁歌王」全球華人樂壇音樂盛典 - 飛躍歌手（港台）
- 新城勁爆頒獎禮2016 - 2017勁爆十二樂勢力
- Billboard Radio China年度大獎 - 香港地區年度突破男歌手